# Маскім 2
Маскім 2 (англ. Musqueam 2) — індіанська резервація в Канаді, у провінції Британська Колумбія, у межах регіонального округу Метро-Ванкувер.

## Населення
За даними перепису 2016 року, індіанська резервація нараховувала 1652 особи, показавши зростання на 5,3%, порівняно з 2011-м роком. Середня густина населення становила 898,3 осіб/км².
З офіційних мов обидвома одночасно володіли 135 жителів, тільки англійською — 1 500, а 15 — жодною з них. Усього 295 осіб вважали рідною мовою не одну з офіційних, з них 40 — одну з корінних мов.
Працездатне населення становило 61,5% усього населення, рівень безробіття — 9%.
Середній дохід на особу становив $47 492 (медіана $29 968), при цьому для чоловіків — $51 042, а для жінок $44 222 (медіани — $33 203 та $27 200 відповідно).
30% мешканців мали закінчену шкільну освіту, не мали закінченої шкільної освіти — 16,7%, 53,7% мали післяшкільну освіту, з яких 54,5% мали диплом бакалавра, або вищий, 30 осіб мали вчений ступінь.
| Статево-вікова структура населення | Статево-вікова структура населення | Статево-вікова структура населення | Статево-вікова структура населення | Статево-вікова структура населення |
| ---------------------------------- | ---------------------------------- | ---------------------------------- | ---------------------------------- | ---------------------------------- |
|                                    |                                    |                                    |                                    |                                    |
| Всього                             | Всього                             | 49,1%50,9%                         |                                    |                                    |
| 0 — 14 років                       | 0 — 14 років                       |                                    | 18,2%                              | 18,2%                              |
| 15 — 64 років                      | 15 — 64 років                      |                                    | 63,9%                              | 63,9%                              |
| 65 і більше                        | 65 і більше                        |                                    | 17,9%                              | 17,9%                              |
| 85 і більше                        | 85 і більше                        |                                    | 1,5%                               | 1,5%                               |
| Середній вік (років)               | Середній вік (років)               | 39,341,3                           | 40,3                               | 40,3                               |
| Медіана (років)                    | Медіана (років)                    | 39,042,5                           | 40,6                               | 40,6                               |
| — чоловіки — жінки                 |                                    |                                    |                                    |                                    |

| Походження мешканців:     | Походження мешканців:     | Походження мешканців: | Походження мешканців: | Походження мешканців: |
| ------------------------- | ------------------------- | --------------------- | --------------------- | --------------------- |
| Походження                |                           |                       | осіб                  | %                     |
| Корінні американці        | Корінні американці        |                       | 790                   | 47.88%                |
| Інше північноамериканське | Інше північноамериканське |                       | 85                    | 5.15%                 |
| Європейське               | Європейське               |                       | 705                   | 42.73%                |
| британське                | британське                |                       | 525                   | 31.82%                |
| французьке                | французьке                |                       | 55                    | 3.33%                 |
| українське                | українське                |                       | 45                    | 2.73%                 |
| Латинськоамериканське     | Латинськоамериканське     |                       | 50                    | 3.03%                 |
| Африканське               | Африканське               |                       | 30                    | 1.82%                 |
| Азійське                  | Азійське                  |                       | 310                   | 18.79%                |
| Океанійське               | Океанійське               |                       | 15                    | 0.91%                 |

## Клімат
Середня річна температура становить 10,2°C, середня максимальна – 20,5°C, а середня мінімальна – -0,8°C. Середня річна кількість опадів – 1 389 мм.
| Клімат поселення                              | Клімат поселення | Клімат поселення | Клімат поселення | Клімат поселення | Клімат поселення | Клімат поселення | Клімат поселення | Клімат поселення | Клімат поселення | Клімат поселення | Клімат поселення | Клімат поселення | Клімат поселення |
| Показник                                      | Січ.             | Лют.             | Бер.             | Квіт.            | Трав.            | Черв.            | Лип.             | Серп.            | Вер.             | Жовт.            | Лист.            | Груд.            |                  |
| Середній максимум, °C                         | 7,76             | 9,32             | 10,93            | 13,34            | 16,58            | 19,31            | 20,12            | 20,45            | 17,57            | 13,17            | 9,23             | 6,87             |                  |
| Середня температура, °C                       | 3,50             | 5,05             | 6,67             | 9,08             | 12,31            | 15,03            | 17,28            | 17,60            | 14,73            | 10,33            | 6,40             | 4,04             |                  |
| Середній мінімум, °C                          | −0,78            | 0,77             | 2,39             | 4,81             | 8,04             | 10,76            | 14,45            | 14,79            | 11,90            | 7,47             | 3,58             | 1,21             |                  |
| Норма опадів, мм                              | 187              | 135              | 130              | 100              | 77               | 62               | 43               | 45               | 58               | 138              | 218              | 196              |                  |
| Середньомісячна швидкість вітру, м/с          | 3.39             | 3.28             | 3.38             | 3.20             | 3.08             | 3.08             | 2.96             | 2.70             | 2.49             | 2.78             | 3.41             | 3.56             |                  |
| Середньомісячна сонячна радіація, кДж/м²·день | 3064             | 5879             | 9997             | 15159            | 18896            | 20374            | 21451            | 18361            | 13111            | 7082             | 3527             | 2405             |                  |
| --------------------------------------------- | ---------------- | ---------------- | ---------------- | ---------------- | ---------------- | ---------------- | ---------------- | ---------------- | ---------------- | ---------------- | ---------------- | ---------------- | ---------------- |
| Джерело:                                      |                  |                  |                  |                  |                  |                  |                  |                  |                  |                  |                  |                  |                  |